# René Monse
René Monse (Potsdam, 1968. szeptember 28. – Magdeburg, 2017. június 8.) világbajnoki bronzérmes német ökölvívó.

## Pályafutása
Az 1995-ös berlini világbajnokságon bronzérmet szerzett szupernehézsúlyban. Az elődöntőben az ukrán Vitalij Klicskótól kapott ki. A következő évben a vejlei Európa-bajnokságon ismét harmadik lett. Az elődöntőben a későbbi győztestől, az orosz Alekszej Lezintől szenvedett vereséget. Részt vett az 1996-os atlantai olimpián, ahol a negyeddöntőben ismét Lezintől kapott ki.

## Sikerei, díjai
- Világbajnokság – szupernehézsúly
  - bronzérmes: 1995
- Európa-bajnokság – szupernehézsúly
  - bronzérmes: 1996